# 아이딧
아이딧(IDID)는 오디션 프로그램 《Debut's Plan》를 통해 결성되어 대한민국의 7인조 보이 그룹으로, 스타쉽엔터테인먼트 소속이다.

## 구성원
- 장용훈
- 김민재
- 박원빈
- 추유찬
- 박성현
- 백준혁
- 정세민

## 음반

### EP
- 《I did it.》 (2025년 9월 15일)

### 프리 데뷔 싱글
- 《STEP IT UP》 (2025년 7월 24일)